# Славенський кінець

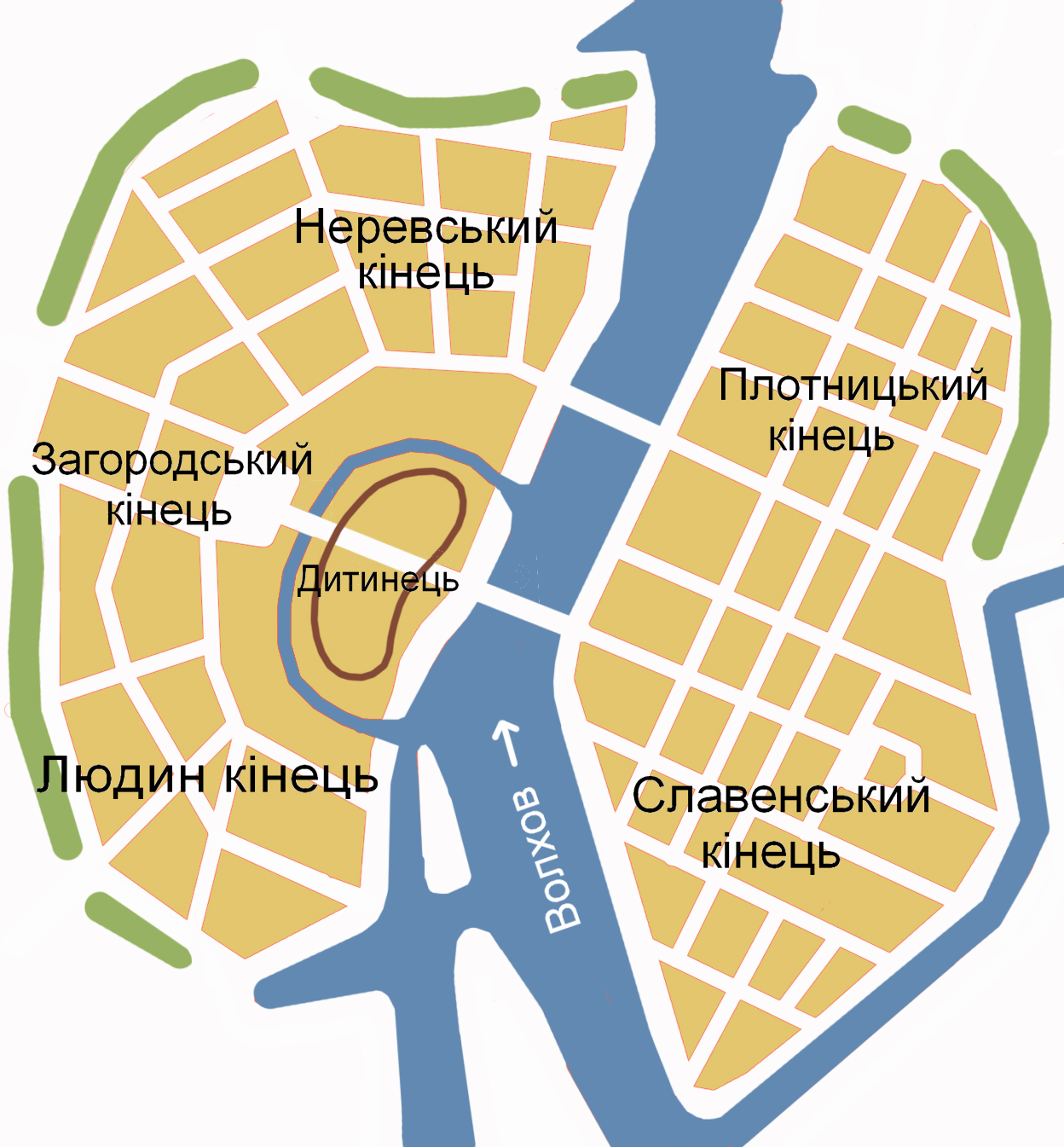
Історичний центр Великого Новгорода

Славе́нський кінець — один з п'яти кінців (районів) древнього Новгорода. У ранній час — один з трьох (з Неревським та Людиним) найдавніших кінців, на основі яких надалі сформувалося місто.

## Історія
Отримав свою назву від найдавнішого селища — Славна, пізніше увійшов до складу Новгорода. Розташовується на Торговій стороні, яка свого часу називалася Словенською.
Як і в інших міських кінцях, суспільно значущі питання вирішувалися городянами на вічі. Віче Славенського кінця збиралося біля Ніколо-Дворищенського собору.
На території Славенського кінця розташовується Міський торг і Ярославово дворище, церкви Спаса Преображення на Іллїні вулиці, Іллі на славне, Дмитра Солунського, Філіпа-апостола, Знаменський собор та ін. Основні вулиці — Велика Московська, Ільїна, Михайлова, Славна, Бояна, Рогатіца.
Згідно з указом Петра I від 14 травня 1723 про перепланування Новгорода, до міста скерували особу на ім'я та прізвище Григорія Охлопкова, і в 1732 він склав новий міський план для Торгової сторони. Згідно з цим планом сторону влаштували за прикладом Санкт-Петербурга — прямі вулиці, прямокутні квартали. Сучасні напрямки вулиць як правило не збігаються з оригінальними.

## Археологічні розкопки
Найдавніші матеріали — Михайловський розкоп — датуються 974 роком.

## Примитки
1. ↑  В. Л. Янін, М. X. Алешковський «Происхождение Новгорода»
2. ↑  Войтович Л. Гольмґард: де правили руські князі Святослав Ігоревич, Володимир Святославич та Ярослав Володимирович? // Український історичний журнал. — К., 2015. — № 3 (522) за травень-червень. — С. 39. ISSN 0130-5247